# Грибовские
Грибовские — дворянский род.
Доктор прав Михаил и братья его Яков и Фёдор Грибовские, в службу вступили: Михаил в 1798 году и 6 июня 1821 г. произведён в 6-й класс; Яков в 1817 году и 19 февраля 1823 г. произведён в поручики; Фёдор в 1817 году и 23 февраля 1823 г. произведён в поручики.
26 сентября 1836 года пожалован им, Грибовским, диплом на потомственное дворянское достоинство.
Есть ещё малороссийский дворянский род Грибовских, идущий от жившего в XVIII в. Кузьмы Гриба. Рязанский род Грибовских основан сыном есаула напольного полковника Малороссийского казачьего войска полковником Андреяном Моисеевичем Грибовским (1767—1834), который 15.05.1813 внесен в III ч. родословной книги Рязанской губ.

## Описание гербов
Щит пересечён — полурассечён. Первая часть разделена опрокинутым остриём. В первом, серебряном поле чёрная сова, с червлёными глазами. Во втором, лазоревом поле, три золотые о шести лучах звезды. В третьем, лазоревом поле три золотые пчелы, 1,2. Во второй, золотой части, три на крест положенные червлёные стрелы. В третьей, червлёной части, выходящая из серебряного облака в таких же латах рука, держащая серебряный, с золотою рукоятью дугообразный меч. Щит увенчан дворянскими шлемом и короною. Нашлемник: три серебряных страусовых пера. Намёт: лазоревый с золотом. Герб Грибовского внесён в Часть 11 Общего гербовника дворянских родов Всероссийской империи, стр. 100.
Малороссийские Грибовские пользовались изменённым гербом Пелец: В красном поле два меча, положенные наподобие андреевского креста так, что рукоятками они обращены вниз, а остриями вверх, сопровождаемые сверху и с боков тремя золотыми звездами; на шлеме три страусовых пера.